# Xã Norway, Quận Clay, Nam Dakota
Xã Norway (tiếng Anh: Norway Township) là một xã thuộc quận Clay, tiểu bang Nam Dakota, Hoa Kỳ. Năm 2010, dân số của xã này là 156 người.